# روابط ایران و عمان
روابط ایران و عمان (انگلیسی: Iran–Oman relations) روابط دو جانبه بین عمان و جمهوری اسلامی ایران می‌باشد. این دو کشور از روابط مشترک دیپلماتیک، اقتصادی و نظامی نزدیکی برخوردار می‌باشند.همچنین این دو کشور، مالکان اصلی تنگه هرمز هستند که بسیار در روابط دو کشور تاثیر داشته است. 
تاریخچه کشور پادشاهی عمان نشان می‌دهد که این منطقه در زمان‌هایی بخشی از قلمرو پادشاهی ایران بوده‌است و ایرانیان زیادی در آن ساکن بوده‌اند و با ظهور اسلام این منطقه از ایران جدا شد و روابط بین دو کشور کاهش پیدا کرد.
روابط سیاسی و نظامی عمان و ایران در اواخر حکومت قاجاریه به صورت کامل قطع شد و در جریان شورش ظفار و شرکت ایران در این جنگ که در حمایت کامل از این کشور پادشاهی بود روابط دو کشور مجدداً آغاز شد.
عمان در طول چهل سال گذشته بجز سه سال ابتدایی انقلاب ایران در ۱۳۵۷ شمسی، همواره روابط خوبی با ایران داشته و در وقایع و بحران مختلف بین ایران و کشورهای غربی به عنوان میانجی ساکت عمل کرده‌است. سلطان قابوس پس از انقلاب ایران برای اولین بار بعد از انتخابات سال ۱۳۸۸ به عنوان رئیس دولت به ایران آمد تا بتواند از بسته شدن سفارت انگلیس جلوگیری کند. همچنین عمان در ادامه مذاکره هسته‌ای ایران با کشورهای اروپایی و آمریکا نقش مؤثری داشت.

## مرز جغرافیایی
اهمیت روابط استراتژیک ایران و عمان وجود تنگه هرمز بین دو کشور می‌باشد. تنگه هرمز یک کانال طبیعی است که خلیج فارس را به اقیانوس هند وصل می‌کند. طول این تنگه ۱۰۰۰ مایل دریایی است که در شمال آن ایران و در جنوب آن کشور عمان قرار دارد. حدفاصل دو کشور ۲۱ مایل دریایی است که هر کدام از دو کشور ادعای ۱۲ مایل را دارند که با هم تداخل پیدا می‌کند و لذا دو کشور توافق کرده‌اند که یک خط منصف بین دو کشور ترسیم کنند.

## تاریخچه

### دوره پیش از اسلام
نیمه شمالی عمان (در مجاور کشورهای بحرین، قطر، امارات متحده عربی، به علاوه استان‌های بلوچستان و سند پاکستان) بخشی از سرزمین پارسی ساتراپ ماکا در دوران هخامنشیان بوده‌است. همچنین بخشی از امپراطوری اشکانیان و ساسانیان بوده‌است. در حمله اعراب به ایران، به‌دست آن‌ها افتاد.

### سلسله پهلوی
در زمان سلطنت پهلوی در ایران، دو کشور دارای روابط اقتصادی بودند. 
محمدرضاشاه پهلوی برای حفظ منافع ملیِ ایران و جلوگیری از تسلطِ مائوئیست‌هایِ عرب در میانه‌یِ جنگِ سرد بر ورودی تنگه هرمز و خلیج فارس بعنوان مهم‌ترین شاهراه نفتیِ جهان، اقدام به اعزام نیروهای ارتش شاهنشاهی در شورش ظفار برای حمایت از سلطان قابوس کرد که نتیجهٔ آن موفقیت‌آمیز بود و باعث پیروزی ارتش عمان و متحدانش شد. عملیاتِ نظامیِ ارتشِ ایران در این جنگ به حدّی موثر واقع شد که سلطان قابوس تاج و تخت خود را مدیون ایران می‌دانست. نزدیکیِ این کشور با ایران از آن زمان و بر همین اساس شکل گرفت و تا به امروز نیز ادامه دارد.

### جمهوری اسلامی ایران
خلق بلوچ که از لحاظ قومیتی از مردم ایران محسوب می‌شوند و به زبان بلوچی (یک زبان ایرانی) صحبت می‌کنند یک اقلیت قابل توجه هستند در حدود ۲۵ درصد از جمعیت عمان را تشکیل می‌دهند. بسیاری از مردم ایران مسلمان شیعه هستند، در حالی که اکثریت جمعیت عمان مسلمان اباضی هستند.
در طول جنگ ایران و عراق برخلاف بسیاری از همسایگان در خلیج فارس، عمان موفق به حفظ روابط دیپلماتیک با هر دو طرف جنگ ایران-عراق طی۱۹۸۰–۱۹۸۸ شد و از قطعنامه‌های شورای امنیت سازمان ملل متحد برای پایان دادن به جنگ حمایت می‌کرد. در طول جنگ مذاکرات مخفی آتش‌بس بین دو طرف متخاصم در مسقط برگزار شد، و اگر چه هرگز در طول این مذاکرات به توافقی نرسیدند، اما بی‌اعتمادی را در هر دو طرف کاهش داد. علاوه بر این، پس از جنگ، عمان با وساطت بین ایران و عربستان سعودی مذاکرات برای برقراری روابط دیپلماتیک بین این دو کشور و همچنین ایران و انگلستان را انجام داد.
در طول جنگ خلیج فارس، پس از اینکه ایران حمله به تانکرها را در مسیر حرکت در خلیج فارس به اجرا گذاشت و موشک‌های ضد کشتی را در امتداد تنگه هرمز مستقر کرد، روابط ایران و عمان آسیب دیده بود. کشورهای همسایه خلیج فارس از آن موقع روابط خود را ترمیم کردند و مانورهای نظامی مشترک را در فوریه ۲۰۱۱ (بهمن ماه ۱۳۸۹) انجام داده‌اند.
برای اولین بار از زمان انقلاب سال ۱۹۷۹ در ایران، سلطان قابوس رهبر عمان در سال ۲۰۰۹ (سال ۱۳۸۸) به ایران سفر کرد. اگر چه در دو نوبت ایالات متحده آمریکا مقامات سطح بالا به عمان اعزام کرده تا در مورد ایران مذاکره کند. علاوه بر روابط سیاسی و دیپلماتیک قوی، ایران و عمان در چند زمینه همکاری اقتصادی دارند که از جمله انرژی می‌شود.

## روابط سیاسی

### دوره پهلوی
در سال ۱۳۴۹ با روی کار آمدن سلطان قابوس در یک کودتا در عمان، وی نامه‌ای به شاه ایران نوشت و خواستار برقراری رابطه شد که متعاقب آن سفیر وقت ایران در کویت برای بردن پیام شاه به عمان سفر کرد و از آن تاریخ روابط بین دو کشور آغاز شد. در ۲۸ فروردین ۱۳۵۱، بهمن زند به عنوان اولین سفیر ایران در عمان، استوار نامه خود را تقدیم سلطان قابوس کرد و دولت عمان نیز اسماعیل خلیل را به سمت کاردار به ایران معرفی کرد. در ۱۱ اسفند ۱۳۵۲ برای اولین بار سلطان قابل به دعوت شاه به ایران سفر کرد و علاوه بر شاه با هویدا و عباس خلعتبری وزیرخارجه وقت ایران گفتگو کرد و از برخی مراکز اقتصادی و نظامی ایران نیز بازدید کرد.
در اوایل سال ۱۳۵۳در اعلامیه مشترکی که بعد از سفر سلطان قابوس از ایران انتشار یافت دو کشور علاقه خود را در زمینه همکاری در همه زمینه‌ها به منظور حفظ ثبات و امنیت منطقه و آزادی کشتیرانی عبور و مرور از تنگه هرمز ابراز داشتند. در سوم مرداد ۱۳۵۳ یک موافقتنامه تجدید حدود مرزهای ایران و عمان بین وزاری خارجه دو کشور در تهران امضا شد. این توافقنامه از تاریخ سه خرداد ۱۳۵۴ به اجرا درآمد. در این توافقنامه موافقت شده بود که در صورتی که خط مرز از محل منابع نفت عبور کند هیچ‌یک از دو دولت بدون جلب نظر دیگری چاهی حفر نکنند.
در ۱۴ آذرماه ۱۳۵۶ شاه ایران به دعوت رسمی سلطان قابوس برای نخستین بار از عمان دیدار کرد و از نیروهای ایرانی مستقر در ظفار بازدید کرد.

### بعد از انقلاب ۱۳۵۷
بر اساس نوشته‌های کتاب خاطرات رفسنجانی در سال ۱۳۶۶، مقامات عمان به ایران پیشنهاد داده بودند که بین آمریکا و ایران به عنوان واسطه عمل کنند.
در اردیبهشت ۱۳۸۸ نیویورک تایمز با درج مقاله‌ای نوشت که عمان ارتباطش با ایران را زیادتر کرده و با اعراب نیز اختلاف پیدا کرده‌است، تمایل عمان بیشتر به ایران است تا به عربستان. در همین سال سلطان قابوس بعد از انتخاب احمدی‌نژاد به ریاست جمهوری به ایران سفر کرد.
در سال ۱۳۹۲ سلطان قابوس بعد از انتخاب روحانی به ریاست جمهوری به ایران سفر کرد و انتخاب وی را تبریک گفت. و در اسفند همین سال حسن روحانی به دعوت رسمی سلطان قابوس، به منظور گفتگو با رهبران عمان یک سفر دو روزه به این کشور داشت
در شهریور ۱۳۹۵ شمسی المانیتور طی مقاله‌ای نوشت که پادشاهی عمان به عنوان یک راه مخفی بین کشورهای سنی حاشیه خلیج فارس و ایران شیعه عمل می‌کند و به جرأت می‌توان گفت که اگر عمان نبود هرگز توافق اتمی بین ایران و کشورهای ۵+۱ اتفاق نمی‌افتاد.

## روابط نظامی

### دوره پهلوی
برای اولین بار در ۲۵ تیر ۱۳۵۱ عمان با اعزام نماینده خود به تهران به صورت رسمی از شاه ایران خواست تا حکومت عمان را در سرکوب شورشیان ظفار کمک کند. نخستین یگان‌های نظامی ایران در ۲۹ آذر ۱۳۵۱ از طریق دریا و هوا عازم عمان شدند و در منطقه صلاله مرکز ایالت ظفار مستقر شدند. در ۲۲ آذر ۱۳۵۴ سلطان قابوس پایان جنگ ظفار را به صورت رسمی اعلام کرد و از آن به بعد نیروهای ارتش ایران در مرز عمان و یمن مستقر بودند و در سال ۱۳۵۵ بخشی از این نیروها به ایران بازگشتند.

### بعد از انقلاب ۱۳۵۷
با پیروزی انقلاب ایران بدستور مهندس بازرگان نیروهای باقی‌مانده ایران در ظفار به ایران بازگشتند.
در اردیبهشت ۱۳۹۳ در مراسمی بمناسبت روز ارتش در سفارت ایران در عمان، محمدرضا پور جاسم وابسته نظامی ایران در عمان گفت: «تأسیس یک کمیته نظامی مشترک، آموزش‌های نظامی مشترک، تبادل افسران نظامی و دیدارهای دوجانبه مقامات نظامی نشان دهنده روابط نظامی قوی میان دو کشور است».
در ۲۸ آذر ۱۳۹۴ یک هیئت ۱۲ نفره از ارتش عمان به سرپرستی سرتیپ حمد بن راشد بن سعید البلوشی در تهران از ستاد کل نیروهای مسلح ایران بازدید کرد. این هیئت اجلاسی به کمیته دوستی نظامی ایران و عمان به‌مدت ۴ روز برگزار کرد و قرار شد که رزمایش مشترک دریایی ایران و عمان در همان هفته زمان برگزار شود.
نیروی دریایی ایران درتاریخ ۲۱ خرداد ۱۳۹۶ شمسی اعلام کرد که دو ناو جنگی ایران قبل از شروع مأموریت در آب‌های باز، به مقصد عمان حرکت می‌کنند. بر اساس این خبر یک ناوگان کشتی‌های ایران روز یکشنبه به عمان حرکت می‌کنند و سپس به شمال اقیانوس هند و خلیج عدن خواهد رفت.

## روابط اقتصادی
روابط اقتصادی ایران و عمان از سال ۱۳۴۹ شمسی با صدور مواد پاک‌کننده و روغن آغاز شد و متعاقب آن بانک ملی و هواپیمایی ایران دفاتر خود را در مسقط گشودند و با روی کار آمدن جمهوری اسلامی این روابط روندی رو به رشد بخود گرفت.
در مرداد ۱۳۸۸ در سفر امیر عمان به تهران یک قرارداد ۷ میلیارد دلاری در حوزه گازی کیش که تا ۱۲ میلیارد قابل توسعه است بین دو کشور منعقد شد.
حجم مبادلات اقتصادی بین ایران و عمان در سال ۲۰۱۰(۱۳۸۹–۱۳۸۸) بیش از ۵۰۰ میلیون دلار بوده که صادرات عمان ۱۱۶٫۷ و صادرات ایران به عمان ۴۴۶٫۲ میلیون دلار بوده‌است.
در اردیبهشت ۱۳۹۴ یک هیئت اقتصادی عمان به سرپرستی، کیومی، رئیس اتاق بازرگانی عمان به ایران سفر کرد. کیومی در این سفر گفت که هدف اصلی آن‌ها گسترش روابط تجاری و اقتصادی با ایران است.
در ۲۳ اسفند ۱۳۹۵ جلسه مشترک با حضور مدیران بانک‌های مرکزی ایران و عمان بین دو کشور برگزار شد، رئیس بانک مرکزی عمان، حامد البوسعیدی گفت: «فرصت مناسبی برای ارتباط و مذاکره بین بانک‌های کشور ایران و عمان به وجود آمده و این موضوع می‌تواند زمینه‌ساز همکاری‌های آینده باشد.»

### اتاق بازرگانی
اتاق مشترک بازرگانی ایران و عمان با هدف تنظیم روابط اقتصادی و تجاری میان بخش خصوصی دو کشور به عنوان نهادی رسمی و قانونی به منظور تسهیل مراودات تجاری، افزایش حجم مبادلات اقتصادی، سرمایه‌گذاری مشترک دو کشور، تسهیل دسترسی به بازارهای ثانویه و صادرات مجدد از طریق کشور عمان و متقابلاً معرفی پتانسیل‌های اقتصادی و مزیت‌های رقابتی کشور ایران، شکل گرفته‌است. از این رو در راستای تحقق اهداف فوق و نیل به رسالت تعریف شده، در ابتدا شورای بازرگانان ایران و عمان در سال ۲۰۰۵ تشکیل و به جهت اهمیت کشور عمان بر اساس قانون و مصوبه مجلس شورای اسلامی و با تصویب شورایعالی نظارت بر اتاق بازرگانی ایران و مجمع شورا بازرگانان در سال ۲۰۱۴ به اتاق مشترک بازرگانی ایران و عمان ارتقاء یافت.

## روابط فرهنگی
در مرداد ۱۳۵۳ یک ترکیب ۲۶ نفره از کارکنان تلویزیون عمان به تهران رفته و یک دوره چهارماهه کارآموزی در رشته‌های مختلف را در مدرسه عالی تلویزیون و سینما گذراندند.
در سال ۱۳۸۸ برنامه‌های فرهنگی ایران- عمان که در دست بررسی و اجرا قرار داشت شامل:
- دادن بورس تحصیلی به دانشجویان دو کشور
- تبادلات هیئت‌های دانشگاهی
- تأسیس کرسی فارسی در دانشگاه‌های عمان
- شرکت در جشنواره فرهنگی سالیانه مسقط
- برگزاری هفته فیلم و هفته فرهنگی و توسعه تبادلات توریستی، درمانی یا زیارتی
- برگزاری جلسات علمی مشترک در سطح دانشگاهی و سازمان‌های غیردولتی[۶][۱۸]
- در سال ۱۳۹۳ در زمان سفارت آقای علی اکبر سیبویه یک مرکز آموزش زبان فارسی زیر نظر سفارت ایران در مسقط تأسیس شد و با ثبت نام بیش از ۷۰ زبان آموز در ترم اول فعالیت خود را آغاز کرد. این مرکز اولین آموزشگاه در عمان بود که تدریس زبان فارسی در آن انجام می‌شد.[۱۹]

در ۲۹ اردیبهشت ۱۳۹۵ هفته فرهنگی ایران در عمان برگزار شد که در این هفته یک اتاق نمایش از محصولات استان‌های مختلف ایران برپا شد.
در ۱۴ شهریور ۱۳۹۵ بهمن اکبری رایزن فرهنگی ایران در عمان بر لزوم گسترش مناسبات فرهنگی بین ایران و عمان تأکید کرد.
در ۲۰ فرودین ۱۳۹۶ کاردار سفارت عمان در تهران با مهدی افضلی مدیر عامل مؤسسه توسعه هنرهای معاصر دیدار کرد و اظهار کرد که «وجود این رابطه دوستی پایدار بین دو کشور زمینه بسیار مطلوبی را برای ارتباطات فرهنگی و مشارکت در حوزه‌های مختلف فراهم کرده‌است.»
در ۲۷ اردیبهشت ۱۳۹۶ سفیر ایران در مسقط، نوری شاهرودی، با یک هیئت تجاری سی نفره به مسقط سفر کرد و بر توسعه و گسترش روابط تجاری بین دو کشور تأکید کردند.

## موضع عمان در قبال جزایر سه‌گانه
موضع عمان دربارهٔ اختلاف بین ایران و امارات در مورد جزایر سه‌گانه تاکنون این بوده‌است که اینگونه مسائل باید به صورت مذاکره دو جانبه و بدون دخالت کشورهای خارجی حل و فصل شود.

## نقش عمان در مذاکرات هسته‌ای
عمان همواره از حق ایران برای دستیابی به فناوری صلح آمیز هسته‌ای حمایت کرده‌است. موضع رسمی دولت عمان در مورد برنامه هسته‌ای ایران: «سلطان امیدوار است که واشینگتن برای حل و فصل بحران بر سر برنامه هسته‌ای ایران وارد گفتگوی مستقیم با تهران خواهد شد. سلطنت هیچ دلیلی برای باور نکردن تضمین‌های ایران ندارد که می‌گوید برنامه اتمی ایران صرفاً مقاصد غیرنظامی دارد. این منطقه، بدون شک، نمی‌خواهند هیچ رویارویی نظامی یا هر تنشی را شاهد باشد.»
در اوایل سال ۲۰۰۹(۱۳۸۷)، بنابه منابع ویکی لیکس، عمان پیشنهاد ایجاد ترتیباتی برای مذاکرات محرمانه میان آمریکا و ایران را داده بود، که روابط دیپلماتیک بین این دو به مدت ۳۰ سال قطع بوده‌است. اما بنا به گزارش‌ها بازداشت سه کوهنورد آمریکایی توسط ایران و نقش واسطه و تسهیل‌کننده عمان بین دو طرف که منجربه آزادی بازداشت شدگان شد به ابزاری برای ساخت کانال دیپلماسی مخفی و عملی منجر گردید. بعد از این میانجیگری موفق، سلطان قابوس پیشنهاد تسهیلات برای ایجاد روابط بین ایران و آمریکا را کرد.
توسط اوباما ویلیام برنز، معاون وزیر امور خارجه، و جیک سولیوان، مشاور ارشد سیاست خارجی بایدن معاون رئیس‌جمهور، و پنج تن از کارشناسان فنی برای ملاقات با مقامات ایرانی اعزام شدند. فراتر از مسئله هسته‌ای، در نشست ماه مارس در عمان، تیم ایالات متحده نگرانی در مورد دخالت ایران در سوریه، تهدید تهران به بستن تنگه هرمز و وضعیت رابرت لوینسون، و دو آمریکایی بازداشت شده در این کشور را مطرح کرد. سپس به امید باز نگه داشتن این کانال، وزیر امور خارجه وقت آمریکا، جان کری از عمان دیدار کرد. پس از انتخاب روحانی به عنوان رئیس‌جمهور در سال ۱۳۹۲، مقامات آمریکایی در نشست مخفی نهایی بریاست مذاکره‌کننده هسته‌ای آمریکا وندی شرمن شرکت کردند.
پس از این معامله، با در نظر گرفتن نقش عمان، حسن روحانی گفت که عمان، نه تنها نقش مهمی در میزبانی تعدادی از جلسات داشت، بلکه «در وهله اول نقش حیاتی در اجرای این مذاکرات در خارج از زمین درگیری داشت».
در تاریخ ۱۳ آبان ۱۳۹۳ حسین امیرعبداللهیان معاون عربی و آفریقایی وزیر امور خارجه ایران نقش عمان در از سرگیری مذاکرات هسته‌ای را مثبت و سازنده دانست. برگزاری این دور از مذاکرات، آبان ۱۳۹۳، با شرکت ایران و آمریکا و اروپا در مسقط بهترین دلیل برای اثبات نقش عمان می‌باشد.
در خرداد ۱۳۹۵ دیوید ایگتاتیوس خبرنگار ارشد آمریکایی در گزارشی در واشینگتن پست با عنوان «کانال محرمانه عمان برای ایران و پنهان‌کاری دربارهٔ توافق هسته‌ای ایران» به نقش برجسته عمان در این مذاکرات پرداخته‌است.
در آبان ۱۳۹۳ محمد جواد ظریف که برای مذاکرات هسته‌ای با کشوره ۵+۱ به عمان رفته بود گفت که عمان در شروع روند مذاکرات هسته‌ای نقش داشته و در ادامه روند مذاکرات نیز می‌تواند نقش خود را ایفا کند.

## جنگ یمن
تنها کشور خلیج فارس که به ائتلاف کشورهای عربی و اسلامی تحت رهبری عربستان نپیوست کشور عمان بود و اخباری وجود دارد که این کشور پادشاهی شرایط را برای قاچاق سلاح به شورشی‌های حوثی فراهم می‌کند. در ۱۸ خرداد ۱۳۹۴ رویترز گزارشی به نقل از مسؤلان آمریکایی منتشر کرد که بر اساس آن بخشی از ارسال سلاح ایران به حوثی‌ها از طریق کشور عمان انجام می‌گیرد. در ۲۹ مهر ۱۳۹۵ رویترز در گزارش دیگری اعلام کرد که ایران از طریق عمان برای حوثی‌های یمن سلاح ارسال می‌کند و آمریکا نگرانی خود را در این رابطه به اطلاع عمان رسانده‌است. در آبان ۱۳۹۵ مقامات آمریکایی گفتند که بیشترین قاچاق اسلحه به یمن برای حوثی‌ها از طریق مرز زمینی عمان و یمن انجام می‌گیرد و آمریکا نگرانی خود را به مقامات عمانی اطلاع داده‌است.
در ۲۱ خرداد ۱۳۹۶ مصادف با ۱۱ ژوئن ۲۰۱۷ دو مقام آمریکایی، مایک پامپیو رئیس سازمان اطلاعات مرکزی آمریکا و ژنرال رکی وادل، معاون مشاور امنیت ملی رئیس‌جمهور ترامپ در یک سفر محرمانه به پایتخت عمان سفر کردند. هدف از این سفر به مسقط هشدار به عمان در خصوص رابطه خوب این کشور با ایران بود. گفته می‌شود ایران از مرز زمینی عمان برای ارسال سلاح برای حوثی‌های یمن استفاده می‌کند.

## نقش میانجیگرانه عمان

### بحران قطر
در ۲۱ تیرماه ۱۳۹۶ یوسف بن علوی وزیر خارجه عمان وارد تهران شد و با محمد جواد ظریف وزیر امور خارجه وقت ایران و حسن روحانی رئیس‌جمهور وقت ایران دیدار کرد. یوسف بن علوی که مستقیماً از دوحه قطر به ایران سفر کرده بود در دیدارهای خود با مقامات ایران در مورد بحران قطع رابطه کشورهای عربی با قطر صحبت کرده‌است.

### نقش ایران در منطقه
در ۲۷ تیر ۱۳۹۶ دونالد ترامپ رئیس‌جمهور آمریکا در تماس تلفنی با سلطان قابوس از وی خواست که برای مقابله با فعالیت‌های بی‌ثبات‌کننده ایران در خاورمیانه کمک نماید. رهبران دو کشور همچنین «راه‌های حل و فصل درگیریهای منطقه‌ای» و مقابله با فعالیت‌های بی‌ثبات‌کننده ایران را مورد گفتگو قرار دادند.

### زندانیان آمریکایی در ایران
در ۲۸ ژوئیه ۲۰۱۷ برابر ۶ مرداد ۱۳۹۶ براساس اخبار منتشر شده آمریکا ضمن رایزنی با عمان قصد دارد زندانیان آمریکایی- ایرانی که در زندان‌های ایران به‌سر می‌برند را با زندانیان ایرانی در آمریکا مبادله کند. قصد آمریکا دو زندانی بنام‌های سیامک و باقر نمازی هستند که در زندان ایران به‌سر می‌برند. آمریکا قصد دارد اتباع ایرانی که به‌جرم نقض تحریم‌های ایران در زندان‌های آمریکا به‌سر می‌برند را با زندانیان آمریکایی مبادله کند. دونالد ترامپ رئیس‌جمهور آمریکا در بیانیه‌ای تهدید کرده که اگر ایران اقدام به آزادی شهروندان آمریکایی نکند با تبعات جدی و جدید مواجه خواهد شد. سخنگوی وزارت خارجه ایران نیز در این باره گفت که این تهدیدها تأثیری در عزم و اراده سیستم قضائیه برای محاکمه مرتکبین و ناقضین قوانین کشور و امنیت ملی ایران نخواهد داشت.

## کارکنان و سفارتخانه
سفیر فعلی جمهوری اسلامی ایران در عمان، علی نجفی است که به جای محمدرضا نوری شاهرودی از سال ۱۳۹۹ آمده‌است.
از ژوئیه ۲۰۱۲ تا اکتبر ۲۰۱۳، تمام منافع ایران در انگلستان توسط سفارت عمان در لندن حفظ شد.
دفتر حفاظت منافع ایران در کانادا نیز در سفارت عمان می‌باشد.